# Pueblo Nuevo (métro de Madrid)
Pueblo Nuevo est une station des lignes 5 et 7 du métro de Madrid, en Espagne. Elle est établie sous l'intersection entre les rues d'Alcalá et Hermanos de Pablo, dans le quartier de Pueblo Nuevo, de l'arrondissement de Ciudad Lineal. Elle possède deux voies et deux quais latéraux sur chaque ligne, ainsi qu'un quai central sur la ligne 7.

## Situation sur le réseau
Sur la ligne 5, la station se situe entre Ciudad Lineal au nord-est, en direction de Alameda de Osuna et Quintana au sud-ouest, en direction de Casa de Campo.
Sur la ligne 7, elle est située entre Barrio de la Concepción au nord-ouest, en direction de Pitis et Ascao au sud-est, en direction de Hospital del Henares.

## Histoire
La station est inaugurée le 28 mai 1964 quand est mise en service une section de la ligne 2 entre Ventas et Ciudad Lineal qui est transférée à la ligne 5 en 1970.
Le 17 juillet 1974, la première section de la ligne 7 est ouverte entre Pueblo Nuevo et Las Musas.

## Services aux voyageurs

### Accueil
La station possède cinq accès équipés d'escaliers et d'escaliers mécaniques ainsi qu'un sixième direct par ascenseur depuis l'extérieur.

### Intermodalité
La station est en correspondance avec les lignes d'autobus n°38, 109, 113 et N5 du réseau EMT.